# Oxadixyl
Oxadixyl ist eine chemische Verbindung aus der Gruppe der Phenylamide und ein von Sandoz (heute Novartis) 1982 eingeführtes systemisches Fungizid.

## Gewinnung und Darstellung
Oxadixyl kann ausgehend von 2,6-Dimethylphenylhydrazin und 2-Chlorethylchlorformiat gewonnen werden. Das Produkt reagiert mit 2-Methoxyacetylchlorid. Durch Ringschluss entsteht das Endprodukt.

## Verwendung
Oxadixyl wird als protektiv und kurativ wirksames Fungizid gegen Oomyceten in einer Vielzahl von Kulturen (Wein, Kartoffeln, Tabak, Hopfen, Sonnenblumen, Zitrus, Obst und Gemüse) eingesetzt.
Um die Ausbildung von Resistenzen zu verzögern wurde Oxadixyl meist gemischt mit einem weiteren Fungizid verwendet.

## Zulassung
Oxadixyl war von 1986 bis 1996 in der BRD zugelassen.
In den Staaten der EU und in der Schweiz sind keine Pflanzenschutzmittel mit diesem Wirkstoff zugelassen.